# Drunk Groove
Drunk Groove – utwór ukraińskiej piosenkarki Maruv. Przez okres około 3 miesięcy zajmował jedne z najwyższych pozycji na listach przebojów między innymi w Rosji, Ukrainie i Polsce. Teledysk do piosenki, wyreżyserowany przez Serge Vane, zdobył ponad 200 milionów wyświetleń na Youtube (stan na grudzień 2022). 

## Notowania
| Lista (2018)       | Najwyższa pozycja |
| ------------------ | ----------------- |
| Ukraina (Tophit)   | 1                 |
| Bułgaria (PROPHON) | 8                 |
| Polska (ZPAV)      | 8                 |
| Rosja (Tophit)     | 1                 |

## Certyfikaty
| Kraj          | Certyfikat         | Sprzedaż |
| ------------- | ------------------ | -------- |
| Polska (ZPAV) | 3× platynowa płyta | 60 000+  |